# 8 Pułk Strzelców Konnych (II RP)
8 pułk strzelców konnych (8 psk) – oddział kawalerii Wojska Polskiego II RP.
8 pułk strzelców konnych został sformowany w 1921, w garnizonie Włocławek. W listopadzie 1922 pułk przeszedł do Chełmna i stacjonował tam aż do września 1939. W latach 1921–1924 był jednostką jazdy dywizyjnej, podporządkowaną dowódcy Okręgu Korpusu Nr VIII w Toruniu, a pod względem wyszkolenia dowódcy VII Brygady Jazdy. W kwietniu 1924 przeformowany został w oddział kawalerii samodzielnej i podporządkowany brygadzie kawalerii. Od 1 kwietnia 1937 w składzie Pomorskiej Brygady Kawalerii.

## Bojowe tradycje pułku
Pułk swoimi tradycjami nawiązywał do bojowej działalności V dywizjonu 4 pułku strzelców konnych Brygady Syberyjskiej i II dywizjonu 5 pułku strzelców konnych.
V/4 psk został sformowany w Hrubieszowie w lipcu 1920 z rezerwistów byłej armii austriackiej i przydzielony jako kawaleria dywizyjna dla Ochotniczej Brygady Syberyjskiej płk. Kazimierza Rumszy z 5 Armii. 31 lipca dywizjon transportem kolejowym został przewieziony do Zegrza. Liczył wówczas 490 ludzi i 340 koni. 13 sierpnia wszedł do walki na froncie północnym i walczył nad Wkrą w rejonie Borkowa, Nasielska, Przewodowa, Makowa, nad rzeką Orzyc. Od 21 sierpnia oskrzydlał oddziały III Korpusu Kawalerii Gaja Gaja w rejonie Chorzeli i Myszyńca. 24 sierpnia dyon działał w lasach pod Flammbergiem w Prusach Wschodnich.
II dywizjon 5 pułku strzelców konnych sformowany został w lecie 1920 w Grudziądzu przez szwadron zapasowy pułku. Do dywizjonu wcielono rekrutów z okręgów Kielce i Lublin oraz miejscowych ochotników. 9 września, w okolicach Działdowa, dywizjon wszedł w struktury Pomorskiej Dywizji Rezerwowej płk. Jarosława Aleksandrowicza jako jej kawaleria dywizyjna. Dywizjon składał się z trzech szwadronów i plutonu ckm. Liczył 7 oficerów, 2 podchorążych, 50 podoficerów, 260 strzelców; posiadał 284 konie wierzchowe i 47 koni taborowych. Od 21 października do grudnia dywizjon przebywał na linii demarkacyjnej w rejonie Słonimia. 12 listopada wydzielił szwadron, który przeszedł pod Baranowicze do dyspozycji dowódcy 14 Dywizji Piechoty, gdzie pełnił służbę do 26 października 1921.
| Obsada personalna V dywizjonu w 1920 | Obsada personalna V dywizjonu w 1920 |
| Stanowisko                           | Stopień, imię i nazwisko             |
| ------------------------------------ | ------------------------------------ |
| dowódca V/4 psk                      | mjr Adam Michalski                   |
| dowódca V/4 psk                      | rtm. Ludwik Wielowieyski             |
| adiutant dywizjonu                   | ppor. Franciszek Surmiak             |
| dowódca 1 szwadronu                  | ppor. Stefan Mossor                  |
| dowódca 1 szwadronu                  | por. Jan Kwiatkowski                 |
| dowódca 2 szwadronu                  | por. Ryszard Bojankiewicz            |

## Pułk w okresie pokoju

### Formowanie i zmiany organizacyjne
Mocą rozkazu oddziału I Sztabu Generalnego L. 76001 z 25 września 1921, we Włocławku powołany został 8 pułk strzelców konnych. Stanowił on oddział jazdy dywizyjnej VIII DOK. 1 szwadron sformowany został na bazie 4 szwadronu 4 pułku strzelców konnych, a jego dowódcą został por. Kotoński. 2 szwadron formował się z wykorzystaniem sił i środków szwadronu wydzielonego z 7 pułku strzelców konnych. 3 szwadron, oddział szkolny ckm, szkołę podoficerską i kadrę szwadronu zapasowego formowało Dowództwo OK IV. W grudniu 1921 wcielono do pułku 180 rekrutów z przeznaczeniem do 3 szwadronu i plutonu ckm. W styczniu 1922 zorganizowano szkołę podoficerską, a następnie sekcję łączności. W maju pułk liczył już około 1000 szeregowych.
25 kwietnia 1924 w Wojsku Polskim rozpoczęto reorganizację pułków strzelców konnych. W maju pułk sformował od podstaw 4 szwadron, a na bazie kadry szwadronu zapasowego–szwadron zapasowy. W lipcu sformowano szwadron karabinów maszynowych. Jako pułk jazdy samodzielnej wszedł w skład XV Brygady Kawalerii płk. Erazma Stablewskiego. W 1926 zmienił podporzadkowanie i podlegał dowódcy 8 Samodzielnej Brygady Kawalerii. W wyniku kolejnych reorganizacji jednostek kawalerii wchodził w skład Brygady Kawalerii „Toruń”, Brygady Kawalerii „Bydgoszcz” i Pomorskiej Brygady Kawalerii.
| Obsada personalna i struktura organizacyjna w marcu 1939 | Obsada personalna i struktura organizacyjna w marcu 1939 |
| Stanowisko                                               | Stopień, imię i nazwisko                                 |
| -------------------------------------------------------- | -------------------------------------------------------- |
| dowódca pułku                                            | płk dypl. Jerzy Jan Jastrzębski                          |
| I zastępca dowódcy                                       | ppłk Jerzy Janusz Staniszewski                           |
| adiutant                                                 | rtm. Stanisław Siedlecki (*)                             |
| naczelny lekarz medycyny                                 | kpt. dr Jan Kryska                                       |
| starszy lekarz weterynarii                               | mjr Bohdan Janczyński                                    |
| młodszy lekarz weterynarii                               | ppor. rez. pdsc. Józef Gondzyk                           |
| komendant rejonu PW Konnego                              | rtm. adm. (kaw.) Stefan Wacław Skupiński                 |
| II zastępca dowódcy (kwatermistrz)                       | mjr Czesław I Święcicki                                  |
| oficer mobilizacyjny                                     | rtm. Czesław Mrówczyński                                 |
| zastępca oficera mobilizacyjnego                         | rtm. adm. (kaw.) Władysław II Makowski                   |
| oficer administracyjno-materiałowy                       | rtm. adm. (kaw.) Edmund Edward Radajewski                |
| dowódca szwadronu gospodarczego                          | rtm. Stanisław Siedlecki (*)                             |
| oficer gospodarczy                                       | kpt. int. Stanisław II Guliński                          |
| oficer żywnościowy                                       | por. Stanisław Michał Lindner                            |
| dowódca plutonu łączności                                | por. Stanisław Dworecki                                  |
| dowódca plutonu kolarzy                                  | por. Czesław Andrzej Begale (*)                          |
| dowódca plutonu ppanc.                                   | por. Edmund Alfons Żak                                   |
| dowódca 1 szwadronu                                      | rtm. dypl. Bogusław Jerzy Kłoss                          |
| dowódca plutonu                                          | por. Władysław Andrzej Piszczkowski                      |
| dowódca plutonu                                          | ppor. Roman Marceli Bąk                                  |
| dowódca plutonu                                          | ppor. Julian Janas                                       |
| dowódca 2 szwadronu                                      | rtm. Stanisław IV Wiśniewski                             |
| dowódca plutonu                                          | ppor. Henryk Julian Kazimierz Dzianott                   |
| dowódca plutonu                                          | ppor. Bolesław Patrycy Wojciech Wierzbowski              |
| dowódca 3 szwadronu                                      | rtm. Antoni Pacewicz                                     |
| dowódca plutonu                                          | por. Czesław Andrzej Begale (*)                          |
| dowódca plutonu                                          | ppor. Mieczysław I Dziekoński                            |
| dowódca 4 szwadronu                                      | rtm. Kazimierz Bolesław Wawrzyniak                       |
| dowódca plutonu                                          | por. Stanisław Arkadiusz Dejewski                        |
| dowódca plutonu                                          | por. Emil Rosyvać                                        |
| dowódca szwadronu km                                     | rtm. Kazimierz Zubicki                                   |
| dowódca plutonu                                          | ppor. Kazimierz Antoni Natoński                          |
| dowódca szwadronu zapasowego                             | rtm. Edmund Marceli Nieszkowski                          |
| zastępca dowódcy                                         | rtm. kontr. Sozerko Malsagow                             |

### Zakwaterowanie

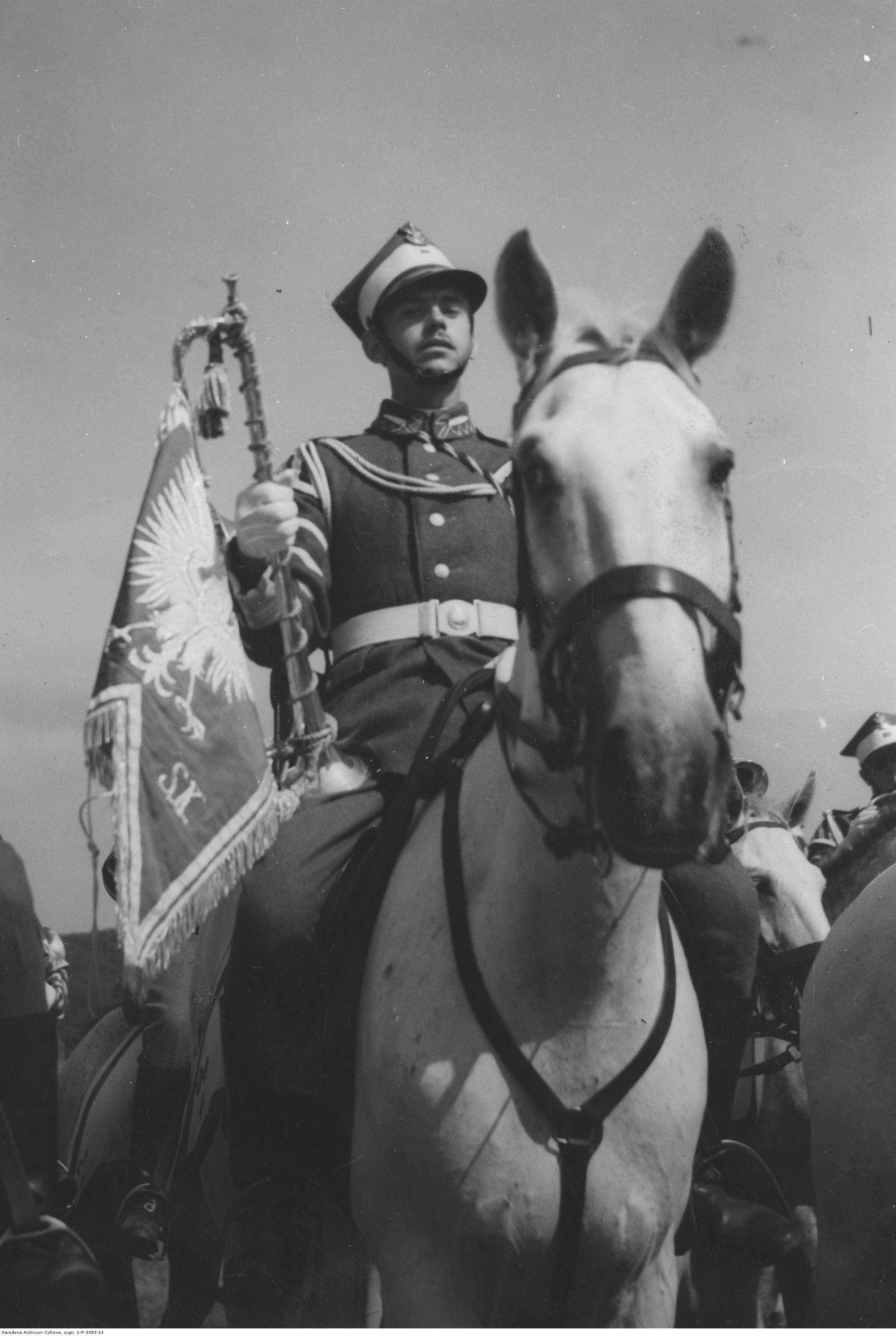
Uroczystości Święta Żołnierza w Wejherowie 1938 – fanfarzysta z orkiestry 8 psk

Zgodnie z rozkazem organizacyjnym nowo formowany pułk miał być zakwaterowany w koszarach kawaleryjskich na przedmieściu Kokoszka we Włocławku. Ponieważ były one zajęte przez 4 pułk artylerii polowej, zawiązki pułku: 3/7 psk i 4/4 psk zakwaterowano w różnych częściach Włocławka. Wraz z normowaniem się spraw dotyczących zakwaterowania, rozpoczęto typową działalność wojskową okresu pokojowego. Założono kasyno oficerskie oraz utworzono koło sportowe.
W listopadzie 1922 pułk przeszedł do Chełmna i stacjonował tam aż do września 1939. Warunki zakwaterowania znacznie się poprawiły. Wywarło to dodatni wpływ na wzrost dyscypliny i porządku wojskowego. We Włocławku pozostała jedynie kadra szwadronu zapasowego. W 1923 rozpoczęła działalność spółdzielnia pułkowa. Wydawała ona własne zastępcze znaki pieniężne o nominałach 10, 20, 50 gr i 1 zł.

### Szkolenie
Sprawy wyszkolenia regulował rozkaz Oddziału I Sztabu Generalnego, ogłoszony w Dzienniku Rozkazów MSWojsk. nr 3 z 24 stycznia 1922. Podporządkował on 8 psk pod względem wyszkolenia zasadniczego dowódcy VII Brygady Jazdy w Poznaniu. Duży wpływ na podniesienie sprawności jeździeckiej kadry oraz uzyskanie lepszych wyników w nauce jazdy konnej wywarło przeszkolenie trzech oficerów pułku na oficerskich kursach instruktorów jazdy konnej w Centrum Wyszkolenia Kawalerii. Instruktorami jazdy zostali: por. Rybicki, por. Stanisław Siedlecki i por. Władysław Piszczkowski. W 1938 pułk zajął pierwsze miejsce na szczeblu brygady pod względem wyszkolenia, stanu koni, dyscypliny oraz „wartości” kadry oficerskiej i podoficerskiej. Od 1924 prowadzono w pułku nauczanie analfabetów. Corocznie obejmowano nim ok. 150–200 żołnierzy, z tego około 75–80% zdawało egzaminy, uzyskując świadectwa ukończenia 2–4 klas szkoły powszechnej.

### Święta w pułku
19 maja 1927 minister spraw wojskowych marszałek Polski Józef Piłsudski ustalił i zatwierdził dzień 29 września jako datę święta pułkowego – w rocznicę sformowania pułku. 6 czerwca 1928 zmienił datę święta pułkowego 8 psk z dnia 29 września na dzień 12 czerwca – w rocznice ufundowania sztandaru.
16 lutego 1930 pułk uczestniczył w obchodach 10-lecia oswobodzenia Chełmna. Defiladę 8 psk przyjmowali: burmistrz Stanisław Zawacki, starosta Leon Ossowski, pierwszy starosta chełmiński, senator dr Paweł Ossowski, ks. proboszcz Bączkowski i dowódca pułku płk dypl. Bronisław Wzacny.
| Pułk w planie mobilizacyjnym „S” | Pułk w planie mobilizacyjnym „S” | Pułk w planie mobilizacyjnym „S” |
| Nazwa pododdziału                | Termin                           | Miejsce mobilizacji              |
| -------------------------------- | -------------------------------- | -------------------------------- |
| dowódca pułku z drużyną          | alarm                            | Chełmno                          |
| pluton łączności                 | alarm                            | Chełmno                          |
| 1÷4 szwadrony                    | alarm                            | Chełmno                          |
| szwadron karabinów maszynowych   | alarm                            | Chełmno                          |
| szwadron kawalerii nr 40         | 8                                | Włocławek                        |
| pluton ckm nr 40                 | 8                                | Włocławek                        |
| kolumna taborowa nr 862          | 7                                | Włocławek                        |
| kolumna taborowa nr 863          | 7                                | Włocławek                        |
| kolumna taborowa nr 871          | 6                                | Włocławek                        |
| kolumna taborowa nr 872          | 6                                | Włocławek                        |
| uzupełnienie do czasu „W”        | 6                                | Włocławek                        |
| szwadron marszowy 1/8 psk        | 18                               | Włocławek                        |
| pluton marszowy nr 1/40          | 30                               | Włocławek                        |
| szwadron zapasowy                | do 15                            | Włocławek                        |

## 8 psk w kampanii wrześniowej

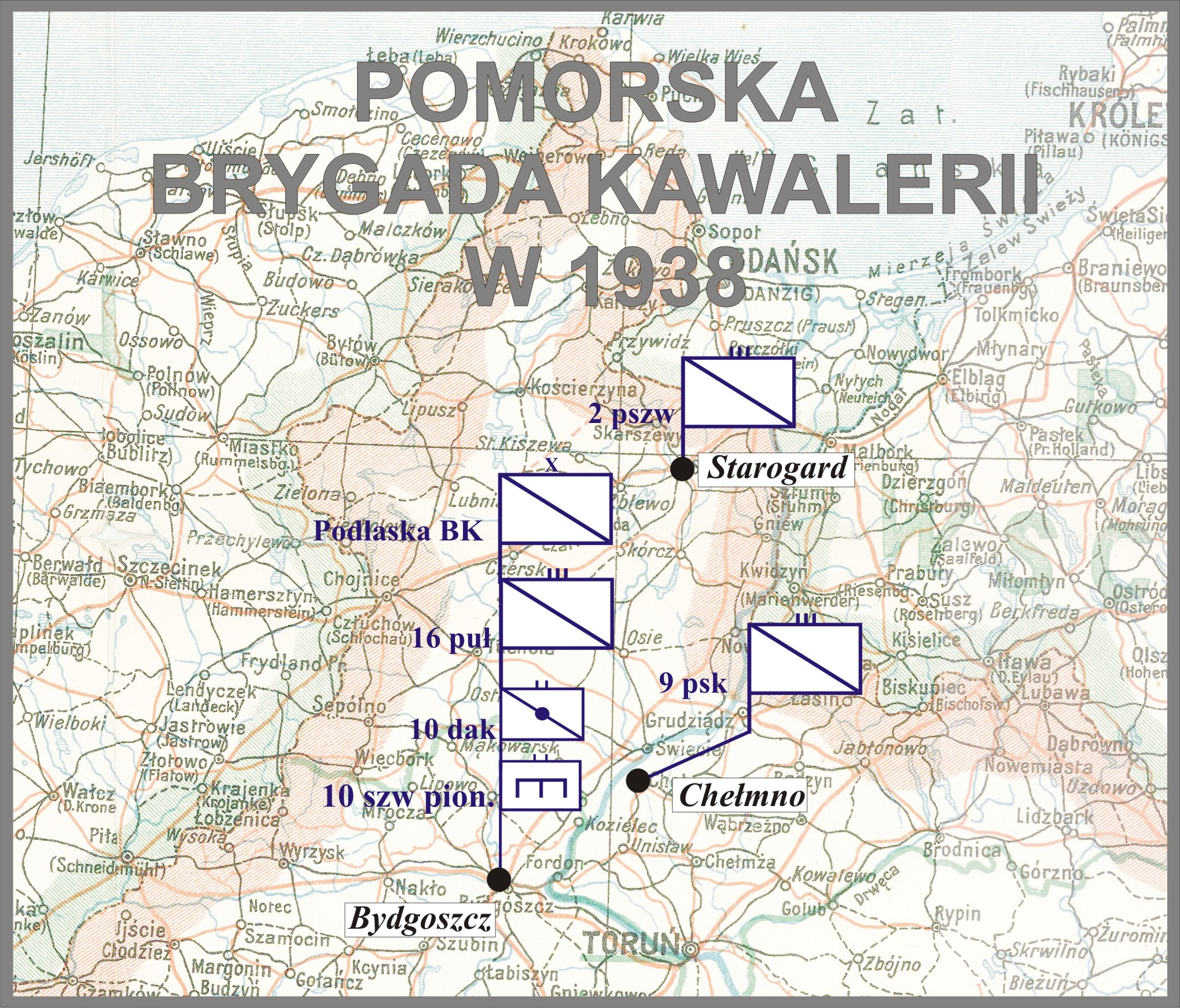
Pomorska BK w 1938

### Mobilizacja
8 pułk strzelców konnych w Chełmnie w ramach mobilizacji alarmowej w grupie żółtej, w czasie od A+24 do A+50 od dnia 24 sierpnia zmobilizował stan osobowy pułku na etatach wojennych. Dodatkowo:
- samodzielny pluton km nr 8,
- kolumnę taborową kawaleryjską typ I nr 843,
- kolumnę taborową kawaleryjską typ I nr 844
- warsztat taborowy nr 841.

W szwadronie zapasowym pułku we Włocławku zmobilizowano w mobilizacji alarmowej grupie żółtej w czasie do A+48:
- kolumnę taborową kawaleryjską typ I nr 845,
- kolumnę taborową kawaleryjską typ I nr 846,

oraz w I rzucie mobilizacji powszechnej do 4 dnia szwadron marszowy nr 4 Pomorskiej BK (8 psk).

### Działania bojowe
W kampanii wrześniowej 1939 pułk walczył w składzie Pomorskiej Brygady Kawalerii (Armii „Pomorze”).

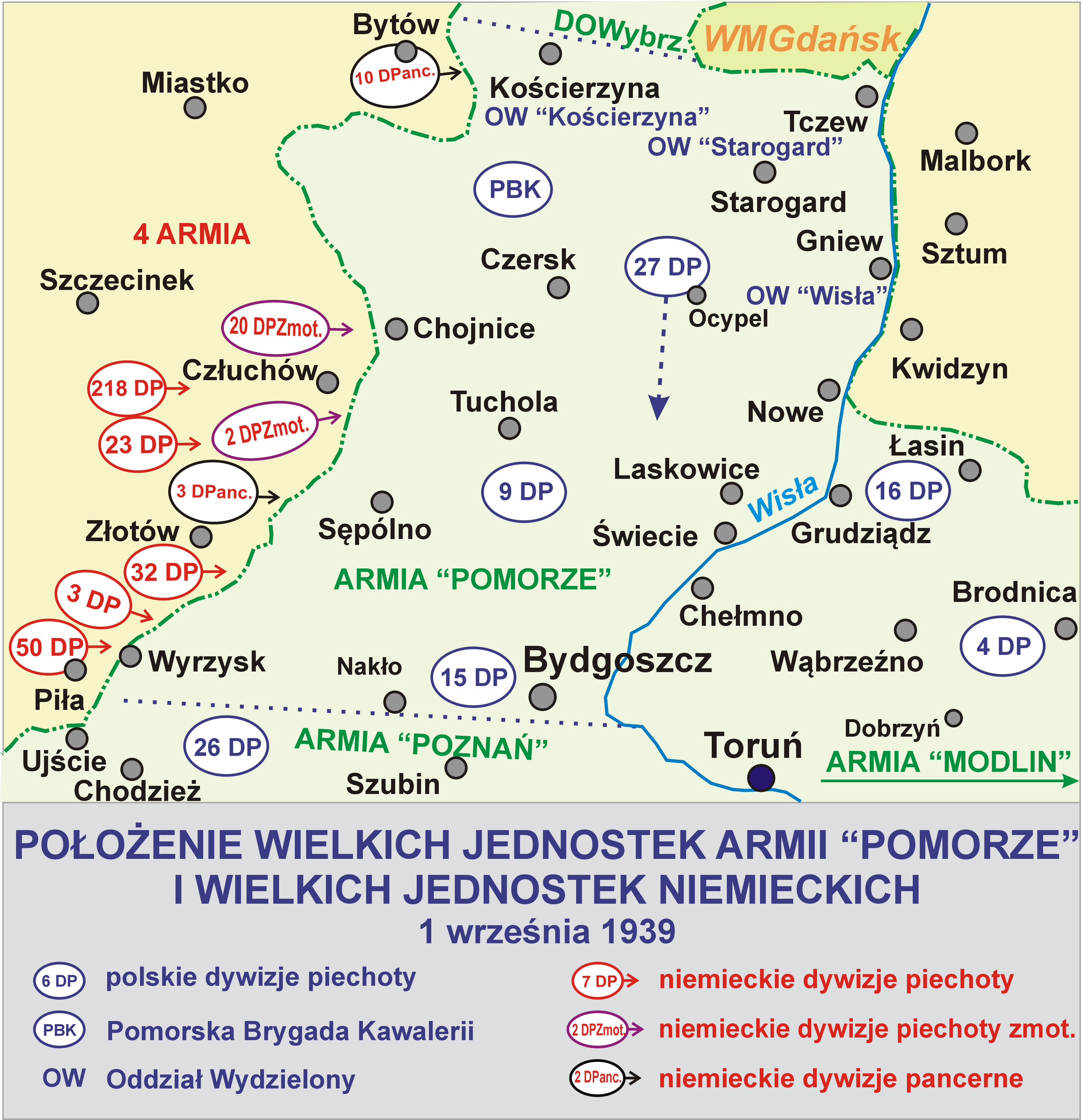
Pułk walczył w składzie PBK

#### Bój w korytarzu pomorskim
W dniach 1–3 września pułk walczył w „Korytarzu pomorskim”. 1 września osłaniał kierunek Łubna-Czersk. Z uwagi na przerwanie frontu obronnego 9 DP przez niemiecki XIX Korpus Armijny, pułk wraz z dowództwem Pomorskiej BK wycofywał się w kierunku Wisły i Bydgoszczy. Nocą 1/2 września osiągnął Czersk, następnie zajął obronę nad Brdą w rejonie Tucholi, na linii Zalesie-Cekcyn-Kruszka, osłaniając prawe skrzydło 9 DP. 2 września w godzinach popołudniowych 8 psk na rozkaz dowódcy brygady skoncentrował się w rejonie Bramka-Bukowiec, mając za zadanie wsparcie piechoty 9 i 27 DP przebijających się w kierunku „Przedmościa bydgoskiego”. W godzinach wieczornych 4 szwadron, wraz z 3 szwadronem 16 pułku ułanów, w rejonie Bukowca powstrzymały natarcie czołgów. 1 i 2 września tabory pułku były atakowane przez lotnictwo niemieckie. Od godzin porannych 3 września 8 psk jako główna grupa bojowa Pomorskiej BK prowadził rozpoznanie, a następnie natarcie celem otwarcia drogi odwrotu dla okrążonych jednostek Armii Pomorze. W rejonie folwarku Poledno 1 i 3 szwadrony pułku, ze wsparciem 1 i 4 baterii 11 dywizjonu artylerii konnej, prowadziły walkę z okopaną piechotą niemiecką i czołgami. Pozostała część pułku obeszła miejsce walki i prowadziła dalszy marsz w kierunku Gruczna. W dniu 3 września został okrążony i zniszczony 3 szwadron i część 1 szwadronu, a podjazd szwadronu kolarzy pułku wpadł w zasadzkę i dostał się do niewoli.
8 psk wraz z częścią 2 pułku szwoleżerów kierują się drogą na Bydgoszcz wzdłuż Wisły, otwierając w walce drogę przez wieś Luszkowo. Następnie w ciężkiej walce 8 psk i część 2 pułku szwoleżerów, ze wsparciem dwóch baterii 11 dak i 81 dywizjonu pancernego, zdobyły miejscowości Topolinek i Topolno. Wieczorem 3 września zgrupowanie Pomorskiej BK wraz z częścią 8 psk dotarło do Bydgoszczy. W dniach 4–5 września resztki Pomorskiej BK osłaniają odcinek Wisły od Torunia do Solca Kujawskiego. Docierają w tym okresie żołnierze, którzy wydostali się z okrążenia w „kotle pomorskim”, w tym część 1 szwadronu. Następuje reorganizacja – na bazie 8 psk został utworzony pod dowództwem płk. dypl. Jerzego Jastrzębskiego
Pułk Zbiorczy Pomorskiej BK. W trakcie walk wziął udział w bitwie nad Bzurą, walczył pod Ozorkowem (12 września). Jeden szwadron przebił się do Warszawy, bronił stolicy w rejonie Dolnego Mokotowa. Dalsze walki Zbiorowego Pułku Kawalerii Pomorskiej BK opisane są w odrębnym artykule.

### Działania bojowe jednostek II rzutu mobilizacyjnego 8 psk
Oprócz zmobilizowanego 8 psk w kampanii wrześniowej walczyły inne jednostki wywodzące się z kadry i rezerwistów pułku.

#### Szwadron marszowy 8 psk
Szwadron zapasowy 8 psk stacjonujący we Włocławku sformował do 2 września 4 szwadron marszowy pod dowództwem por. rez. Jerzego Około-Kułaka. Szwadron rozpoznawał na zachód i północ od Włocławka w ramach Oddziału Wydzielonego 5 Dywizji Piechoty ppłk Stanisława Sadowskiego. Od 8 września szwadron podjął marsz wzdłuż Wisły, osiągając Duninów i Radziwie w pobliżu Płocka 10 września. Zajął obronę przeprawy przez Wisłę w rejonie Tokary Młyny, w dniach 11–13 września prowadził rozpoznanie zachodniego brzegu rzeki i potyczki z przeprawiającymi się patrolami wroga. 14–16 września, tocząc potyczki w rejonie Gąbin-Wymyśle-Polskie Świniary, osłaniał 19 pułk piechoty ppłk. Sadowskiego, który walczył w rejonie Płocka. Od 16 września współdziałał z 35 pułkiem piechoty i Grupą gen. Juliusza Drapelli. W okresie od 17 do 20 września większość 4 szwadronu marszowego przedarła się poprzez Puszczę Kampinoską, Kazuń, Palmiry i Łomianki do Warszawy. Od 25 września w składzie dywizjonu zbiorczego rtm. Antoniego Wieniawskiego szwadron walczył z piechotą niemiecką w pobliżu fortu Dąbrowskiego.

#### Dywizjon marszowy 8 psk
Szwadron zapasowy 8 psk we Włocławku sformował w okresie 2–6 września dwa szwadrony marszowe, tworzące dywizjon marszowy 8 psk pod dowództwem por. Henryka Brzezińskiego. 16 września dywizjon dotarł do Warszawy i wszedł w skład improwizowanego pułku kawalerii mjr. Józefa Juniewicza. W dniach 17–21 września dywizjon osłaniał wschodni skraj Puszczy Kampinoskiej i magazyny amunicji w Palmirach. 22 września, przy próbie przebicia się do Warszawy przez Łomianki w grupie gen. Mikołaja Bołtucia, dywizjon został zniszczony.

#### Oddział Zbierania Nadwyżek 8 psk
Reszta szwadronu zapasowego 8 psk pod dowództwem rtm. Edmunda Nieszkowskiego ewakuowała się 7 września z Włocławka do Garwolina; z uwagi na sytuację, nadwyżki dotarły do Warszawy i wzięły udział w jej obronie. Rtm. Nieszkowski 24/25 września na czele grupy ochotników dokonał wypadu poprzez Wisłę na tyły niemieckie w rejonie Gocławia.
Po klęsce w „kotle pomorskim” Pomorskiej BK, szwadron gospodarczy i tabor bojowy 8 psk oraz dwa plutony (konny i pieszy) zebranych kawalerzystów Pomorskiej BK pod dowództwem rtm. E. Radajewskiego stoczyły 10 września walkę z oddziałem niemieckiej 4 DPanc. pod Ożarowem. Po czym oficer broni i pgaz. pułku por. Emila Rosyvaća poprowadził część oddziału i taborów do Garwolina. W rejonie Mistkowa 12 września stoczył potyczkę, tracąc pluton kawalerzystów, a z resztą oddziału i dołączonymi rozbitkami stoczył następną potyczkę z niemieckim podjazdem pancernym w Żelechowie. Następnie po przejściu na Lubelszczyznę dołączył do Zbiorczej Brygady Kawalerii płk. Adama Zakrzewskiego.

#### Dywizjon 8 psk w OZ Pomorskiej BK
W ramach Ośrodka Zapasowego Pomorskiej BK w rejonie Garwolina od 30 sierpnia 1939 rozpoczęto organizowanie z rezerwistów pododdziałów marszowych 8 psk pod dowództwem początkowo por. Emiliana Thiela, a od 9 września przez rtm. Czesława Mrówczyńskiego. Zorganizowano dwa piesze szwadrony (posiadane konie nie miały rzędów i siodeł) pod dowództwem rtm. Mrówczyńskiego i rtm. Sozerko Malsagowa. Oba szwadrony weszły w skład Oddziału Wydzielonego „Maciejowice-Most” pod dowództwem rtm. Jana Tyblewskiego oficera CWKaw. z zadaniem obrony mostu i przeprawy w Maciejowicach. Szwadrony zajęły stanowiska 4 września na wale wiślanym po obu stronach mostu, wzmocnione 2 ckm. Po zbombardowaniu jednostek OW „Maciejowice-Most” 4 i 5 września przez lotnictwo niemieckie, oba szwadrony samowolnie 5 września wycofały się ze stanowisk obronnych do Rębkowa pod Garwolinem. Po sforsowaniu Wisły przez oddziały niemieckie 10 września szwadrony odeszły w kierunku Radzynia Podlaskiego i tam weszły w skład Grupy Kawalerii Spieszonej ppłk. Edwarda Wani. 17 i 18 września jeden z plutonów strzelców konnych ppor. Henryka Dzianotta stoczył ciężką walkę w obronie przeprawy mostowej na rzece Wieprz, gdzie został częściowo zniszczony. Dywizjon strzelców konnych stoczył walki w boju pod Cześnikami 22 września i 23–24 września w natarciu na Suchowolę i Krasnobród. W trakcie tych walk strzelcy konni ulegli rozproszeniu; pozostali zakończyli walki 27 września wraz z resztą Grupy Kawalerii ppłk. Wani.
Ponadto w oparciu o kadrę i rezerwistów pułku utworzono szwadron kawalerii dywizyjnej nr 4 we Włocławku, dla 4 Dywizji Piechoty.
| Struktura organizacyjna i obsada personalna we wrześniu 1939 | Struktura organizacyjna i obsada personalna we wrześniu 1939 | Struktura organizacyjna i obsada personalna we wrześniu 1939 |
| Stanowisko                                                   | Stopień, imię i nazwisko                                     | Dalsze losy                                                  |
| ------------------------------------------------------------ | ------------------------------------------------------------ | ------------------------------------------------------------ |
| dowódca pułku                                                | płk dypl. kaw. Jerzy Jastrzębski                             | †24 IV 1944 Venafro                                          |
| zastępca dowódcy                                             | ppłk kaw. Jerzy Staniszewski                                 |                                                              |
| kwatermistrz                                                 | mjr Czesław Święcicki                                        |                                                              |
| adiutant                                                     | rtm. Stanisław Siedlecki                                     |                                                              |
| oficer ordynansowy                                           | ppor. rez. Antoni Ike-Duninowski                             |                                                              |
| oficer informacyjny                                          | por. Emil Rosyvać                                            | †17 VI 1940 Vancourt na płn. od Lunéville                    |
| oficer broni gazowej                                         | por. Emil Stefan Rosyvać                                     |                                                              |
| dowódca szwadronu gospodarczego                              | por. rez. Janusz Mały                                        |                                                              |
| szef szwadronu                                               | st. wachm. Mankiewicz                                        |                                                              |
| oficer żywnościowy                                           | por. Stanisław Michał Lindner                                |                                                              |
| oficer gospodarczy (płatnik)                                 | por. Stanisław Wójcik                                        |                                                              |
| lekarz medycyny                                              | kpt. dr med. Jan Kryska                                      |                                                              |
| lekarz weterynarii                                           | mjr lek. wet. Bohdan Janczyczyński                           |                                                              |
| dowódca taborów                                              | rtm. Edmund Edward Radajewski                                |                                                              |
| kapelan                                                      | ks. kapelan rez. Józef Bigus                                 |                                                              |
| szef kancelarii                                              | NN                                                           |                                                              |
| 1 szwadron                                                   |                                                              |                                                              |
| dowódca szwadronu                                            | por. Stanisław Dworecki                                      |                                                              |
| dowódca I plutonu                                            | ppor. Julian Janas                                           |                                                              |
| dowódca II plutonu                                           | ppor. rez. Konrad Józef Lesiński                             | †11 IX 1939 rej. Chociszew Ozorków                           |
| dowódca III plutonu                                          | ppor. rez. Jan Marian Dąbski                                 |                                                              |
| szef szwadronu                                               | wachm. Stanisław Wojciechowski                               |                                                              |
| 2 szwadron                                                   |                                                              |                                                              |
| dowódca szwadronu                                            | rtm. Stanisław Wiśniewski                                    | †18 IX 1939 Kutno                                            |
| dowódca I plutonu                                            | ppor. Bolesław Wierzbowski                                   |                                                              |
| dowódca II plutonu                                           | pchor. rez. Jerzy Gniazdowski                                |                                                              |
| dowódca III plutonu                                          | pchor. / ppor. Zdzisław Rogala                               | †3 IX 1939 Topolno                                           |
| szef szwadronu                                               | wachm. Józef Płotnicki                                       |                                                              |
| 3 szwadron                                                   |                                                              |                                                              |
| dowódca szwadronu                                            | rtm. Antoni Pacewicz                                         |                                                              |
| dowódca I plutonu                                            | ppor. rez. Zdzisław Czernik                                  | †3 IX 1939 Poledno                                           |
| dowódca II plutonu                                           | pchor. / ppor. Jan Zawiślak                                  | †3 IX 1939 Poledno                                           |
| dowódca III plutonu                                          | ppor. rez. Michał Szajewski                                  |                                                              |
| szef szwadronu                                               | wachm. Feliks Fredyk                                         |                                                              |
| 4 szwadron                                                   |                                                              |                                                              |
| dowódca szwadronu                                            | por. Władysław Piszczkowski                                  |                                                              |
| dowódca I plutonu                                            | ppor. Roman Bąk (Bąkowski)                                   |                                                              |
| dowódca II plutonu                                           | ppor. rez. Wacław Dziliński                                  | †11 IX 1939 rej. Chociszew Ozorków                           |
| dowódca III plutonu                                          | ppor. rez. Tadeusz Krzymuski                                 | †18 III 1946 Bolonia                                         |
| szef szwadronu                                               | wachm. Feliks Ratajczak                                      |                                                              |
| szwadron ciężkich karabinów maszynowych                      |                                                              |                                                              |
| dowódca szwadronu                                            | rtm. Kazimierz Zubicki                                       | †3 IX 1939 Luszkowo                                          |
| dowódca I plutonu                                            | ppor. Zygmunt Gniazdowski                                    |                                                              |
| dowódca II plutonu                                           | ppor. Kazimierz Antoni Natoński                              |                                                              |
| dowódca III plutonu                                          | wachm. Jan Czernik                                           |                                                              |
| szef szwadronu                                               | wachm. Józef Wiejaczko                                       |                                                              |
| szwadron kolarzy                                             |                                                              |                                                              |
| dowódca szwadronu                                            | por. kaw. Czesław ♣Begale                                    | †23 I 1943 Oflag II C Woldenberg                             |
| dowódcy plutonów                                             | NN                                                           |                                                              |
| szef szwadronu                                               | wachm. Jan Bromka                                            |                                                              |
| pluton łączności                                             |                                                              |                                                              |
| dowódca                                                      | por. rez. Stanisław Zawistowski                              |                                                              |
| pluton przeciwpancerny                                       |                                                              |                                                              |
| dowódca                                                      | por. Edmund Żak                                              | †11 IX 1939 rej. Chociszew Ozorków                           |

## Symbole pułkowe

### Sztandar
Sztandar ufundowało społeczeństwo powiatu chełmińskiego, a wręczył go pułkowi prezydent RP Stanisław Wojciechowski w Chełmnie 4 sierpnia 1924
Na prawej stronie płata znajdował się amarantowy krzyż, w środku którego wyhaftowano orła w wieńcu laurowym. Na białych połach, pomiędzy ramionami krzyża, znajdowały się cyfry 8 w wieńcach laurowych.

Na lewej stronie płatu sztandarowego, pośrodku krzyża kawaleryjskiego, znajdował się wieniec taki sam jak po stronie prawej, a w wieńcu trzywierszowy napis „HONOR I OJCZYZNA”. W czterech rogach, na czerwonych tarczach, umieszczony był herb województwa chełmińskiego sprzed 1795 – orzeł ze wzniesioną szablą, mający dziób i szpony złote, oko czarne oraz złotą koronę na szyi.
Sztandar wyruszył w pole wraz z pułkiem. 6 września kpr. Romanowski odwiózł go do Michalina. Dowódca pułku nakazał rtm. Radajewskiemu przewiezienia sztandaru do OZ w Garwolinie, wraz z rannymi i chorymi. W drodze, podczas walki pod Ożarowem, rtm. Radajewski rozwiązał poczet sztandarowy, a płat sztandaru zwinął i włożył do chlebaka. Za Garwolinem dołączył do BK płk. Adama Zakrzewskiego. W okresie walk przy granicy węgierskiej sztandarem opiekował się dowódca 1/8 psk por. Dworecki. Wobec niemożliwości przebicia się na Zachód, płat sztandaru przekazano pod opiekę Wandy Dudały. Ta opiekowała się nim, zmieniając kilkakrotnie miejsce jego ukrycia.
Po wojnie sztandar odnaleziono w wyniku akcji podjętej przez redakcję „WTK” i Muzeum WP. 15 czerwca 1966 do Niemirówka udała się ekipa składająca się z przedstawiciela Muzeum WP, Kazimierza Satory, redaktora Andrzeja Wernica z „WTK” i ppłk. Zygmunta Szydka. Sztandar trafił do Muzeum Wojska Polskiego w Warszawie. W ręce Niemców dostał się jeden płomień (proporczyk) od fanfary 8 psk. W ilustrowanym wydawnictwie pt. Mit Hitler in Polen (Z Hitlerem w Polsce), wydanym pod koniec 1939, proporczyk Hitlerowi i Himmlerowi prezentują niemieccy oficerowie. Na płomieniu można odczytać: „8-my SK”. Trzy spośród czterech płomieni do fanfar oraz dwie pary fartuchów na bębny zapakowano w skrzynie i wysłano z Chełmna do Garwolina.

### Odznaka pamiątkowa
17 września 1927 generał dywizji Daniel Konarzewski w zastępstwie Ministra Spraw Wojskowych zatwierdził „wzór pamiątkowej odznaki pułkowej 8 Pułku Strzelców Konnych”. Odznaka o wymiarach 44x44 mm ma kształt krzyża maltańskiego, którego ramiona pokryte są emalią oliwkową z białym obrzeżem i złotymi krawędziami. Pośrodku nałożone emaliowane na niebiesko koło w otoku złotego wieńca laurowego, na którym wpisano numer i inicjały „8 SK”. Odznaka oficerska, dwuczęściowa, wykonana w srebrze i emaliowana. Wykonawcą odznaki był Józef Michrowski z Warszawy.

Zgodnie z regulaminem, otrzymywali ją kolejni dowódcy pułku oraz oficerowie po 2 latach nienagannej służby. Decyzję o nadaniu podejmowano na zebraniu oficerów posiadających odznakę, większością 4/5 głosów, a zatwierdzał ją dowódca pułku. Po późniejszych zmianach w regulaminie mogły ją otrzymywać także osoby cywilne. Po raz pierwszy wręczono je w dniu święta pułkowego 29 września 1927.

### Barwy
Żołnierze 8 psk mieli na czapkach początkowo otoki oliwkowe, a od 24 marca 1927, zgodnie z rozkazem ogłoszonym w Dzienniku Rozkazów MSWojsk. nr 10/1927 poz. 86 – białe.
W styczniu 1922 Ministerstwo Spraw Wojskowych zatwierdziło proporczyk pułku w barwach – pasek górny zielony, pasek dolny biały, wypustka pomiędzy paskami niebieska.
| Proporczyk | Opis                                                     |
| ---------- | -------------------------------------------------------- |
|            | proporczyk – szmaragdowo-biały z żyłką chabrową pośrodku |
|            | proporczyk dowództwa w 1939                              |
|            | proporczyk 1 szwadronu w 1939                            |
|            | proporczyk 2 szwadronu w 1939                            |
|            | proporczyk 3 szwadronu w 1939                            |
|            | proporczyk 4 szwadronu w 1939                            |
|            | proporczyk 5 szwadronu ckm w 1939                        |
|            | proporczyk plutonu łączności w 1939                      |
| Inne       | Opis                                                     |
|            | Czapka rogatywka – otok biały                            |
|            | Szasery ciemnogranatowe, lampasy białe, wypustka biała   |

### Żurawiejka
| Choć najmłodszy z naszej broni, po mistrzowsku zawsze goni.                | „Ósmy” Strzelców – to nie treny, wyścigowcy i sportsmeny, | Słuchaj: striełcy my z Syberii, sławni z szarż, burd i brewerii. |
| Po każdej zwrotce: Lance do boju, szable w dłoń, bolszewika goń, goń, goń! |                                                           |                                                                  |

## Kadra pułku

### Dowódcy i zastępcy dowódcy pułku
| Stopień, imię i nazwisko                | Okres pełnienia służby       | Kolejne stanowisko                |
| Dowódcy pułku                           | Dowódcy pułku                | Dowódcy pułku                     |
| --------------------------------------- | ---------------------------- | --------------------------------- |
| ppłk / płk kaw. Aleksander I Wasilewski | 29 IX 1921 – 17 VII 1925     | zastępca dowódcy 3 psk            |
| ppłk kaw. Witold Walicki                | p.o. 17 VII 1925 – 23 V 1927 | komendant Miasta Łódź             |
| płk SG Bronisław Wzacny                 | 23 V 1927 – 28 I 1931        | Rejonowy Inspektor Koni w Kaliszu |
| ppłk kaw. Władysław II Müller           | 28 I 1931 – 7 VI 1934        | stan spoczynku z dn.31 VIII 1934  |
| płk dypl. Jerzy Jan Jastrzębski         | 7 VI 1934 – IX 1939          |                                   |
| Zastępcy dowódcy pułku                  |                              |                                   |
| ppłk Wacław I Wysocki                   | od 1 X 1922                  |                                   |
| płk Mikołaj Karatiejew                  | do 17 VI 1925                | zastępca dowódcy 20 puł           |
| ppłk tyt. płk Jan Bronikowski           | od 17 VI 1925                |                                   |
| mjr Andrzej Paweł Kunachowicz           | 1928)                        |                                   |
| mjr dypl. kaw. Medard Cibicki           | 31 III 1930 – 30 IX 1931     | stan spoczynku                    |
| mjr / ppłk kaw. Marian Skrzynecki       | 3 VIII 1931 – 8 IV 1937      | I zastępca dowódcy 7 puł          |
| ppłk Jerzy Janusz Staniszewski          | 1939                         |                                   |

Ostatni żyjący żołnierz pułku – Maksymilian Kasprzak – zmarł w wieku 101 lat 20 kwietnia 2021 w Bydgoszczy i został pochowany na cmentarzu na Bielawach.

### Żołnierze pułku – ofiary zbrodni katyńskiej
Biogramy zamordowanych oficerów znajdują się na stronie internetowej Muzeum Katyńskiego
| Stopień, nazwisko i imię         | Zawód             | Miejsce pracy przed mobilizacją | Zamordowany |
| -------------------------------- | ----------------- | ------------------------------- | ----------- |
| ppor. kaw. rez. Duczko Kazimierz | chemik            |                                 | Charków     |
| ppor. Janas Julian               | żołnierz zawodowy | dowódca plutonu 1/8 psk         | Charków     |
| ppor. rez. Katafiasz Ludomir     | rolnik            | majątek w Jaroszewie            | Katyń       |
| ppor. rez. Mielęcki Ludwik       | student           |                                 | Katyń       |
| ppłk. Staniszewski Jerzy         | żołnierz zawodowy | zastępca dowódcy 8 psk          | Katyń       |
| ppor. rez. Tyliński Tadeusz      | prawnik, mgr      |                                 | Charków     |
| ppłk w st. sp. Walicki Witold    | żołnierz zawodowy |                                 | Charków     |

## Pamięć o pułku
Tradycje pułku kultywuje 1 Lęborski batalion zmechanizowany im. gen. Jerzego Jastrzębskiego z 7 Pomorskiej Brygady Obrony Wybrzeża.
Siedziba, otoczenie i żołnierze pułku zostali przedstawieni w odc. 6 serialu telewizyjnego Pogranicze w ogniu.